# Scott Bain
Scott Bain (* 22. listopadu 1991, Edinburgh) je skotský fotbalový brankář.

## Klubová kariéra
Bain začal s fotbalem v akademii Aberdeenu. Krátce po povýšení do prvního týmu byl poslán na hostování do Elgin City FC ze skotské čtvrté ligy. V květnu 2011 mu nebyla prodloužena smlouva, a v Aberdeenu skončil. V červnu 2011 podepsal jednoletou smlouvu s jiným týmem 4. ligy, Alloa Athletic FC. V klubu se záhy stal brankářskou jedničkou, prodloužil smlouvu, a během dvou let zažil dva postupy do vyšší soutěže. V květnu 2014 podepsal tříletou smlouvu s prvoligovým Dundee FC. V 1. lize debutoval v říjnu 2014 po zranění brankářské jedničky Letherena. V dubnu 2015 v Dundee prodloužil smlouvu. V listopadu 2017 byl kvůli nespecifikovanému disciplinárnímu prohřešku postaven mimo tým. V lednu 2018 odešel na půlroční hostování do Hibernian FC, na konci ledna bylo hostování zrušeno a Bain se stal novou posilou Celticu. Původně se jednalo o hostování, v květnu 2018 mu vypršela smlouva v Dundee a jako volný hráč podepsal se Celticem čtyřletou smlouvu.

## Reprezentační kariéra
Jako náhradník se do skotské reprezentace podíval v roce 2015 po zranění Allana McGregora. Za stejné situace se do reprezentace dostal v květnu 2018 a debutoval v červnu 2018 debutoval v přátelském utkání s Mexikem.

## Úspěchy
Celtic
- Scottish Premiership (3): 2017/18, 2018/19, 2019/20
- Scottish Cup (2): 2017/18, 2018/19
- Scottish League Cup (1): 2018/19